# سمك الجؤجؤ
سمك الجؤجؤ أو سمك القيدوم (الاسم العلمي: Zaprora silenus)، نوع من الأسماك البحرية المنتميى إلى رتبة الفرخيات الموجودة في شمال المحيط الهادئ. إنهُ العضو الوحيد في فصيلة الأسماك الجؤجؤية. وهناك نوع آخر منقرض، Araeosteus rothi، من الطبقات البحرية لعصر الميوسين المتأخر في جنوب كاليفورنيا.